# Landtag der Stadt Triest
Der Landtag der Stadt Triest war 1849–1851 und 1861–1918 das Landesparlament der reichsunmittelbaren Stadt Triest und ihres Gebietes im Kaisertum Österreich bzw. ab 1867 in Cisleithanien sowie gleichzeitig Stadtrat (später: Gemeinderat) der Stadt Triest.

## Vorgeschichte
Die Stadt Triest war im 14. Jahrhundert eine freie Stadt. Um sich vor der Expansion der Republik Venedig zu schützen, unterstellte sich die Stadt jedoch der Habsburgermonarchie. In einem Statut von 1550 sicherte Ferdinand, später Kaiser, als Erzherzog von Österreich der Stadt Triest Gemeindeautonomie zu. Der Capitano war demnach der Stellvertreter des Erzherzogs in der Stadt. Die Macht des Magistrats sank jedoch zunehmend, und 1783 wurden die Gemeindeautonomie und das Amt des Capitano von Kaiser Joseph II. formal abgeschafft. Versuche, in den Jahren 1808 und 1809 ein neues Gemeindestatut zu erlangen, verliefen im Sande.
1838 gestattete der von Staatskanzler Klemens Wenzel Lothar von Metternich beratene Kaiser Ferdinand I. die Bildung eines 40-köpfigen Gremiums, inoffiziell Consiglio ferdinandiano genannt. Dieses hatte jedoch rein beratende Funktion. Die Mitglieder wurden vom kaiserlichen Gouverneur aufgrund der Vorschläge des Magistrats ernannt. Drei Viertel der Mitglieder waren Immobilienbesitzer und Kaufleute, ein Viertel Inhaber akademischer Grade.

## Die Märzrevolution 1848
Die Märzrevolution führte in Triest dazu, den Wunsch nach Autonomie erneut aufzugreifen. Im Frühjahr 1848 wurde eine provisorische Gemeindekommission, die Commissione municipale, gewählt, die das Consiglio ferdinandiano ablöste. Die Politiker in Triest betonten ihre Treue zur Habsburgermonarchie und gewannen dadurch Sympathien beim Kaiser. Die Kommission legte im Sommer 1848 einen Entwurf für eine Landes- und Gemeindeverfassung vor. Das Wiener Innenministerium beauftragte daraufhin den provisorischen Stadtrat mit der weiteren Ausarbeitung.

## Statuto municipale 1849
Am 12. November 1849 wählte der provisorische Stadtrat eine Kommission, die den Entwurf eines Landesstatuts erarbeitete, das von der k.k. Regierung in Wien akzeptiert wurde. Mit kaiserlichem Patent Franz Josephs I. vom 12. April 1850 wurde das Statuto municipale di Trieste in Kraft gesetzt.
Vorangegangen waren lange Diskussionen, ob ein gemeinsamer Landtag der adriatischen Küstengebiete der Monarchie oder getrennte Landtage für Triest, die gefürstete Grafschaft Görz und Gradisca sowie die Markgrafschaft Istrien vorzuziehen seien. Triest wäre in einem solchen gemeinsamen Kronland  zwar größte Stadt gewesen, hätte aber nicht die Bevölkerungsmehrheit gestellt und daher nur eine Minderheit der Abgeordneten stellen können.
Triest gelang es, eine eigenständige Verfassung zu erhalten; es wurde reichsunmittelbare Stadt. § 31 des Statutes regelte, dass der Stadtrat die „Eigenschaften eines Landtags“ in den Angelegenheiten haben sollte, die nach §§ 33 und 36 der Märzverfassung Aufgaben der Landtage waren.
Der Stadtrat bestand aus 54 Mitgliedern, von denen 48 in der Stadt und sechs im Umland gewählt wurden. Die Wahl erfolgte in vier Kurien ausschließlich durch Männer. Virilstimmen waren nicht vorgesehen. Das Wahlrecht setzte voraus, dass man mindestens fünf Jahre in der Stadt ansässig war, hier Immobilien besaß oder einen qualifizierenden Beruf (Schiffsbesitzer, Kapitän, Akademiker, Handwerksmeister, Händler) ausübte. Die ersten drei Kurien wurden nach einem gestaffelten Zensus besetzt, die vierte Kurie bestand aus allen anderen Bürgern.
Die Wahlen fanden zwischen Ende August und Mitte September 1850 statt. Gewählt wurden 15 Großhandelskaufleute, sechs Anwälte, fünf Kaufleute, fünf Beamte, vier Ärzte, drei Lehrer sowie jeweils zwei Bankiers, Offiziere, Makler und Prokuristen. Es war lediglich ein Geistlicher vertreten. Der Stadtrat stand loyal zur Habsburgermonarchie. Wie die Polizeiberichte auswiesen, gehörten lediglich sechs Abgeordnete zu den Befürwortern der italienischen Einigungsbewegung.
Die Eröffnung des Parlaments fand am 22. September 1850 statt. Bis Ende 1851 wurden ausscheidende Abgeordnete durch Ergänzungswahlen ersetzt.

## Consiglio decennale 1852–1861
Mit dem Silvesterpatent, mit dem Kaiser Franz Joseph I. zum Neoabsolutismus überging, endeten die Kompetenzen des Stadtrates als Landtag zunächst. Mit Allerhöchstem Kabinettsschreiben vom 31. Dezember 1851 behielt der Stadtrat lediglich die Kompetenzen eines kommunalen Gremiums. Ausscheidende Mitglieder wurden nun durch den Innenminister ernannt. Triest war nun Teil des Kronlandes Österreichisches Küstenland.
Da ein Jahrzehnt lang keine Wahlen stattfanden, wurde der Stadtrat inoffiziell als „Consiglio decennale“ bezeichnet.

## Der Stadtrat von 1861
Mit der Reichsverfassung von 1861 erlangte Triest den Status eines Kronlandes, der Stadtrat den Status eines Landtags zurück. Der Landtag hatte das Recht, vorerst zwei Mitglieder in den Reichsrat in Wien zu entsenden (die Zahl wurde später bis auf fünf erhöht). Der Bürgermeister (italienisch podestá) war gleichzeitig Vorsitzender des Landtags mit dem Titel Landeshauptmann (italienisch capitano provinciale di Trieste) und wurde vom Kaiser ernannt.
Mit Verordnung vom 26. November 1860 waren Neuwahlen ausgeschrieben worden, die zwischen dem 14. Februar und dem 10. März stattfanden. Am 18. März 1861 erfolgte die konstituierende Sitzung. Gewählt waren (nach Einschätzung der Polizeiberichte) 12 extreme Liberale, 29 gemäßigte Liberale und 13 Konservative. Die Sprachenfrage stellte wie in vielen anderen Ländern des Vielvölkerstaates ein Konfliktfeld dar. Ein Gesetzentwurf des Landtags, dem zufolge Italienisch und Slowenisch Amtssprachen sein sollten, erhielt keine kaiserliche Sanktion. Allerdings wurde neben dem (deutschsprachigen) Staatsgymnasium ein städtisches Gymnasium errichtet, in dem in italienischer Sprache unterrichtet wurde. Verhandlungssprache im Landtag war Italienisch. Das Reichsgesetzblatt wurde auch in Italienisch und Slowenisch herausgegeben,  das Gesetz- und Verordnungsblatt für das österreichisch-illirische Küstenland in Italienisch und Deutsch.
In den letzten Jahrzehnten der Donaumonarchie bestanden im Landtag überwiegend Mehrheiten italienischer Nationalliberaler (Liberalnationale Partei, Associazione Patria). Diese vertraten irredentistische Positionen. Eine Reihe von Landtagsauflösungen war die Folge des Konfliktes. Die Slowenen (Edinost) verfügten in den Umlandgemeinden über eine starke Position, bildeten im Landtag aber immer nur Minderheiten.

## Wahlrechtsreformen 1896 und 1908
1896 wurde wie im Reichsrat eine fünfte Kurie eingeführt. In dieser bestand allgemeines Männerwahlrecht.
Eine umfassende Änderung des Wahlrechtes wurde vom Landtag mit Gesetz vom 26. August 1908 beschlossen. Die nun 80 Abgeordneten wurden, nur von Männern, in drei Kurien mit Zensus und einem mit allgemeinem Wahlrecht gewählt. Jede Kurie bestimmte 16 Abgeordnete, vier Abgeordnete wurden von der Handelskammer, 12 vom Umland bestimmt. Die Wahlperiode wurde von drei auf vier Jahre verlängert. Bis zur Reform von 1908 hatten nur knapp 5 % der Gesamtbevölkerung das Wahlrecht; nunmehr waren es 50 %. Ihre fünf Abgeordneten zum Reichsrat konnten die Triestiner Männer ab 1907 in allgemeinem, gleichem und direktem Wahlrecht, ohne Kurien, wählen.
Bei der Landtagswahl 1909 gewannen die Nationalliberalen 54, die Slowenen (Narodnjaki) 12 und die italienischen Sozialisten 10 Sitze. Hinzu kamen die vier Mandate der Handels- und Industriekammer. Dieses Ergebnis war Folge der Zerstrittenheit der Sozialisten, die bei den Reichsratswahlen 1907 vier von fünf Mandaten erreicht hatten. Auch bei der Wahl 1911 setzten sich die Nationalliberalen durch.

## Ende des Landtags
Vermutlich war der Triester Gemeinderat zuletzt 1913 (Änderung des  Jagdgesetzes und der Bestimmungen für Kleinwohnungen) als Landesgesetzgeber tätig. In den Jahren 1914 und 1916–1918 sind im küstenländischen Gesetzblatt keine Triester Gesetze mehr publiziert worden (das Gesetzblatt 1915 liegt elektronisch nicht vor).
Mit dem Ende des Ersten Weltkriegs und der Besetzung Triests durch Italien am 3. November 1918 endete die Zeit des Landtags. Das Königreich Italien besaß als Einheitsstaat keine Landtage. Die Italienische Republik hat 1963 die autonome Region Friaul-Julisch Venetien mit Triest als Hauptstadt eingerichtet; Triest bildete bis 2017 mit seinem Umland eine der vier Provinzen der Region. Seither ist die Triestiner Bevölkerung im Regionalrat vertreten. Die furlanische Sprache wird in der Region neben Italienisch verwendet, Slowenisch, in Triest von 7 % der Bevölkerung gesprochen, wird in Schulen mit slowenischer Unterrichtssprache verwendet und ist staatlich geschützt.

## Analogie
Der Wiener Landtag und Gemeinderat beruht, historisch gesehen, auf Triest sehr ähnlichen Bedingungen: Ein schon vorhandenes Selbstverwaltungsgremium der Stadtgemeinde sollte außerdem als Landtag fungieren. In Wien ist dies seit 1920 der Fall, als Wien aus Niederösterreich ausschied und den Status eines eigenen Bundeslandes erhielt.